# Romanian International 2014
Die Romanian International 2014 fanden vom 13. bis zum 16. März 2014 in Timișoara statt. Es war die 16. Austragung dieser internationalen Meisterschaften von Rumänien im Badminton.

## Austragungsort
- Constantin-Jude-Sporthalle, 7 Ripensia Street

## Sieger und Platzierte
| Disziplin    | Gold                                 | Silber                                | Bronze                                 |
| ------------ | ------------------------------------ | ------------------------------------- | -------------------------------------- |
| Herreneinzel | Misbun Ramdan Mohmed Misbun          | Adrian Dziółko                        | Alen Roj                               |
| Herreneinzel | Misbun Ramdan Mohmed Misbun          | Adrian Dziółko                        | Iztok Utroša                           |
| Dameneinzel  | Delphine Lansac                      | Laura Sárosi                          | Mette Poulsen                          |
| Dameneinzel  | Delphine Lansac                      | Laura Sárosi                          | Nicola Cerfontyne                      |
| Herrendoppel | Zvonimir Đurkinjak Zvonimir Hölbling | Bastian Kersaudy Gaëtan Mittelheisser | Miłosz Bochat Paweł Pietryja           |
| Herrendoppel | Zvonimir Đurkinjak Zvonimir Hölbling | Bastian Kersaudy Gaëtan Mittelheisser | Viki Indra Okvana Florent Riancho      |
| Damendoppel  | Barbara Bellenberg Ramona Hacks      | Kira Kattenbeck Franziska Volkmann    | Lorraine Baumann Teshana Vignes Waran  |
| Damendoppel  | Barbara Bellenberg Ramona Hacks      | Kira Kattenbeck Franziska Volkmann    | Sarah Bok Jillie Cooper                |
| Mixed        | Martin Campbell Jillie Cooper        | Bastian Kersaudy Teshana Vignes Waran | Vilson Vattanirappel Elisabeth Baldauf |
| Mixed        | Martin Campbell Jillie Cooper        | Bastian Kersaudy Teshana Vignes Waran | Jeppe Ludvigsen Mai Surrow             |